# Nyári Tibor (labdarúgó, 1927)
Nyári Tibor (1927 – Szeged, 2008. március 5.) labdarúgó, hátvéd.

## Pályafutása
A Szegedi TK csapatában kezdte a labdarúgást. A Szegedi AK csapatában lett élvonalbeli labdarúgó. Az 1948–49-es szezonban kiesett a csapattal az első osztályból, de a következő évben az NB II bajnokaként újra visszajutottak. A következő évben újabb kiesés következett, de ekkor a Szegedi Honvéd csapatához igazolt, ahol két idényen át szerepelt az NB I-ben. Ezt követően játszott Egerben, az Ózdi Kohászban és a Bp. Spartacus együtteseiben. 1958 és 1962 között a Szegedi EAC csapatában szerepelt és itt vonult vissza. Utolsó élvonalbeli mérkőzését 1962. április 15-én, idegenben a Salgótarján ellen játszotta, ahol 0–0-s döntetlen született.
Visszavonulása után edzőként tevékenykedett többek között a Szegedi Spartacus és a Szegedi Dózsánál.

## Sikerei, díjai
- Magyar bajnokság – NB II
  - bajnok: 1949–50